# Lőrinczy György (színigazgató)
Lőrinczy György (Budapest, 1967. szeptember 8. –) magyar művelődésszervező, kulturális menedzser, színigazgató, egyetemi tanár.

## Élete
1981–1985 között a budapesti József Attila Gimnázium tanulója, itt érettségizett. 1993–1997 között a Janus Pannonius Tudományegyetem hallgatója, ahol művelődésszervező diplomát szerzett. 2010–2012 között a Marosvásárhelyi Színművészeti Egyetem hallgatója, itt szerezte meg mesterképzés szakon teatrológia–színházi menedzsment diplomáját. Jelenleg a Marosvásárhelyi Egyetem doktori iskolájának hallgatója. Disszertációjának címe: "A színházi folyamatok rendszere és egymásra hatása". Németül és angolul is beszél.

### Magánélete
Elvált. Felesége Velich Rita jelmeztervező volt. Gyermekei: András (1988) és Lia (1997). Anyai dédapja, Jankovich Béla, a második Tisza-kormány oktatási és vallásügyi minisztere. Testvére Lőrinczy Attila drámaíró.

### Munkásság
| 1985      | Színházak Központi Jegyirodája                         | közönségszervező                           |
| 1986–1988 | HVDSZ Jókai Művelődási Központ                         | népművelő                                  |
| 1989–1990 | Honvéd Együttes                                        | művészeti titkár                           |
| 1990–1994 | Magyar Állami Operaház                                 | PR-marketing menedzser, sajtótitkár        |
| 1995      | Tennigkeit Opernagentur (Düsseldorf)                   | menedzser                                  |
| 1996–2014 | Pentaton Művész-és Koncertügynökség                    | ügyvezető igazgató                         |
| 2012–2014 | Városi Színház Nonprofit Kft.                          | ügyvezető igazgató                         |
| 2012–     | Bessenyei Ferenc Művelődési Központ (Hódmezővásárhely) | művészeti tanácsadó                        |
| 2012–2014 | Miniszterelnökség                                      | kulturális-és rendezvényszervező tanácsadó |
| 2014–2019 | Budapesti Operettszínház                               | főigazgató                                 |
| 2020–     | "Egy a természettel" Nonprofit Kft.                    | kurátor                                    |
| 2021–     | Szentendrei Teátrum                                    | igazgató                                   |

### Oktatási tevékenység
| 2015–     | Színház- és Filmművészeti Egyetem | tanár (színházi menedzsment) |
| 2013–     | Marosvásárhelyi Művészeti Egyetem | vendégtanár                  |
| 2011–2013 | Budapesti Kommunikációs Főiskola  | témavezető, előadó           |

### Társadalmi tisztségek
- 2017– Nemzeti Kulturális Alap alelnöke
- 2017–2020 A Jászai Mari-díj Bizottság elnöke
- 2016–2017 Nemzeti Kulturális Alap Színházművészeti Kollégiumának tagja
- 2015– A Postások a Postásokért, majd a Postakürt Alapítvány kuratóriumi elnöke
- 2015–2018 Emberi Erőforrások Minisztériuma Színházművészeti Bizottságának tagja
- 2012–2014 Pesti Broadway Alapítvány, Pentaton Alapítvány elnöke
- 2012–2014 Magyarországi Művészeti Ügynökségek és Koncertszervezők – társelnök
- 2011–2014 AEAA (Európai Művészeti Menedzserek Szövetsége) – elnökségi tag

## Díjai, kitüntetései
- Hevesi Sándor-díj (2017)
- Pro Urbe Budapest Díj (2017)[5]